# رشتة
الرشتة طبق من المعكرونة الدقيقة، أصله من الجزائر حيث يُستهلك فيها خصوصًا، كما يُستهلك في تونس والمغرب ولكن بدرجةٍ أقل. لازالت طريقة تحضيره باليد مستعملة ليومنا هذا في أحياء القصبة ومختلف أرجاء الجزائر.

## التسمية
أتت كلمة رشتة من الفارسية «رشته»، بمعنى «الخيط» ويشيع استخدامها للإشارة إلى المعكرونة.

## المتغيرات

### الجزائر
الرشتة هي رمز للمطبخ الجزائري العاصمي
غالبًا ما يتم استهلاك هذا الطبق أثناء عيد الفطر، لكنه يتم إعداده بشكل خاص خلال المناسبات الدينية، مثل المولد النبوي أو عاشوراء والاحتفالات العائلية، مثل حفلات الختان، والخطوبات وحفلات الزفاف. يصاحب هذا الطبق عادة مرق أبيض معطر بالقرفة، المكونات الرئيسية للرشتة هي المعكرونة واللحم والدجاج والحمص واللفت والكوسة.

### تونس
تعد وتستهلك أيضا في تونس.

## الوصلات الخارجية
- «الرشتة» و«الطمينة».. هدية المطبخ الجزائري في المولد النبوي الشريف - العين الإخبارية